# Estación de Estíbaliz-Oreitia
La estación de Estíbaliz-Oreitia es una estación ferroviaria situada en la ciudad española de Vitoria en el barrio de Oreitia en Álava, País Vasco. 

## Situación ferroviaria
La estación se encuentra en el punto kilométrico 502,033 de la línea férrea de ancho convencional  que une Madrid con Hendaya a 536,74 metros de altitud. El tramo es de vía doble y está electrificado.

## Historia
La estación fue inaugurada entre 1860 y 1864 con la puesta en marcha del tramo Alsasua (Olazagoitia) – Vitoria de la línea radial Madrid-Hendaya. Su explotación inicial quedó a cargo de la Compañía de los Caminos de Hierro del Norte de España quien mantuvo su titularidad hasta que en 1941 fue nacionalizada e integrada en la recién creada RENFE.
Desde el 31 de diciembre de 2004 Renfe Operadora explota la línea mientras que Adif es la titular de las instalaciones ferroviarias.

## La estación
Estíbaliz-Oreitia es un pequeño apeadero que contaba con refugio inspirado en la cercana ermita de la Virgen de Estíbaliz, si bien este ha sido demolido. Posee dos andenes laterales y dos vías.

## Servicios ferroviarios
Hasta hace poco tiempo contaba con servicios de media distancia, pero actualmente ningún tren efectúa parada en el apeadero.